# Andrea Ferreira da Costa
Andrea Ferreira da Costa (1965) es una bióloga, taxónoma, botánica, geobotánica, curadora, y profesora brasileña.

## Biografía
En 1986, obtuvo la licenciatura en ciencias biológicas por la Universidad del Estado de Río de Janeiro; un máster (botánica) supervisado por el Dr. Jorge Fontella Pereira (1936) defendiendo la tesis "Vriesea Lindley (Bromeliaceae) na Reserva Ecológica de Macaé de Cima, Nova Friburgo, RJ, Brasil", por la Universidad Federal de Río de Janeiro (1993) y el doctorado en ciencias biológicas (botánica) por la Universidad de São Paulo (2002).
Entre 2010 y 2014, fue profesora visitante de la Universidad Federal de Viçosa.
Desde 1993, es investigadora, y profesora del Departamento de Botánica, Museo Nacional de la Universidad Federal de Río de Janeiro. Tiene experiencia en botánica, con énfasis en sistemática de fanerógamas, trabajando principalmente en la de las monocotiledóneas especialmente en la familia Bromeliaceae.

## Algunas publicaciones
- MOURA, R. L.; GRANT, J. R.; COSTA, Andrea F. 2014. Taxonomy and lectotypification of Vriesea fenestralis Linden et André (Bromeliaceae) 1. The Journal of the Torrey Botanical Society 140: 329-333

- MOURA, R. L.; COSTA, A. F. 2014. Taxonomic Notes on Vriesea Sect. Xiphion (Bromeliaceae) with Descriptions of Three New Species. Systematic Botany 39: 791-803

- PEDERNEIRAS, L. C.; COSTA, A. F.; CARAUTA, J. P. P.; ROMANIUC-NETO, S. 2014. Avaliação do risco de extinção das Urticíneas das restingas do estado do Rio de Janeiro. Rodriguésia (impreso) 65: 261-273

- COSTA, A. F.; GOMES-DA-SILVA, J.; WANDERLEY, M. G. L. 2014. Vriesea (Bromeliaceae, Tillandsioideae): taxonomic history, and morphology of the Brazilian lineage. The Journal of the Torrey Botanical Society 141: 338-352

- GUARCONI, E. A. E.; AZEVEDO, A. A.; COSTA, A. F. 2014. Dyckia sulcata (Bromeliaceae), a new species from Minas Gerais, Brazil, with notes on leaf anatomy. Phytotaxa: a rapid international journal for accelerating the publication of botanical taxonomy 188: 169-175

- GOMES-DA-SILVA, J.; COSTA, ANDREA. 2013. An Updated Overview of Taxonomy and Phylogenetic History of Tillandsioideae Genera (Bromeliaceae: Poales). Global Journal Of Botanical Science 1: 1-8

- MOURA, R. L.; ALCANTARA, V. S.; FELIX, C. C.; COSTA, A. F. 2013. Florula do Parque Nacional da Restinga de Juurbatiba, Brasil: Bromeliaceae. Arquivos do Museu Nacional: 69

- FORZZA, Rafaela C. B.; J. F. A. BICUDO: C. E. M. CANHOS: D. A. L. Carvalho: A. A. COELHO: M. A. N. COSTA: A. F. COSTA; D. P. Hopkins, et al. 2012. New Brazilian Floristic List Highlights Conservation Challenges. Bioscience (Washington, impreso) 62: 39-45

- COSTA, A. F.; FONTOURA, Talita; AMORIM, A. M. A. 2012. Novelties in Bromeliaceae from the northeastern Brazilian Atlantic Rainforest. The Journal of the Torrey Botanical Society 139: 34-45

- MANTOVANI, A.; VENDA, Anna Karla L.; ALMEIDA, Valquíria R.; COSTA, Andrea F.; FORZZA, Rafaela C. 2012. Leaf anatomy of Quesnelia (Bromeliaceae): implications for the systematics of core bromelioids. Plant Systematics and Evolution

- GOMES-DA-SILVA, J.; VARGENS, F. A. C.; ARRUDA, R. C. O.; COSTA, Andrea F. 2012. A morphological cladistic analysis of the Vriesea corcovadensis group (Bromeliaceae: Tillandsiodeae), with anatomical descriptions: a new evidence of the non-monophyly of the genus. Systematic Botany 37: 641-654

- FONTOURA, Talita; SCUDELLER, V.; COSTA, Andrea Ferreira. 2012. Floristics and environmental factors determining the geographical distribution of the epiphytic bromeliads in the brazilian Atlantic Rain Forest. Flora (Jena) 207: 1-14

- FONTELLA-PEREIRA, J.; COSTA, A. F.; BOVE, C. P.; ARAUJO, D. S. D.; SENNA-VALLE, L.; KONNO, T. U. P.; ESTEVES, V. G. L. 2011. Flórula do Parque Nacional da Restinga de Jurubatiba, Rio de Janeiro, Brasil. Arquivos do Museu Nacional 68: 147-162

- PEDERNEIRAS, L. C.; CARAUTA, J. P. P.; COSTA, A. F. 2011. Flórula do Parque Nacional da Restinga de Jurubatiba, Rio de Janeiro, Brasil: Urticaceae. Arquivos do Museu Nacional 68: 273-275

- PEDERNEIRAS, L. C.; CARAUTA, J. P. P.; COSTA, A. F. 2011. Flórula do Parque Nacional da Restinga de Jurubatiba, Rio de Janeiro, Brasil: Moraceae. Arquivos do Museu Nacional 68: 249-254

- PEDERNEIRAS, L. C.; COSTA, A. F.; ARAUJO, D. S. D.; CARAUTA, J. P. P. 2011. Moraceae das restingas do Estado do Rio de Janeiro. Rodriguesia 62: 79-92

- PEDERNEIRAS, L. C.; COSTA, A. F.; ARAUJO, D. S. D.; CARAUTA, J. P. P. 2011. Cannabaceae, Ulmaceae e Urticaceae das restingas do Estado do Rio de Janeiro. Rodriguesia 62: 299-313

- GOMES-DA-SILVA, J.; COSTA, A. F. 2011. A Taxonomic Revision of Vriesea corcovadensis Group (Bromeliaceae: Tillandsioideae) with Description of Two New Species. Systematic Botany 36: 291-309

- GUARCONI, E.; PAULA, C. C.; COSTA, A. F. 2010. Bromeliaceae do Parque Estadual da Serra do Rola-Moça, Minas Gerais. Rodriguesia 61: 467-490

- COSTA, A. F.; RODRIGUES, P. J. P.; WANDERLEY, M. G. L. 2009. Morphometric analysis and taxonomic revision of the complex (Bromeliaceae). Botanical Journal of the Linnean Society (impreso) 159: 163-181

- ALMEIDA, V. R.; COSTA, A. F.; MANTOVANI, A.; ESTEVES, V. G. L.; ARRUDA, R. C. O.; FORZZA, R. C. 2009. Morphological phylogenetics of Quesnelia (Bromeliaceae, Bromelioideae). Systematic Botany 34: 660-672

- FERREIRA, F. M.; COSTA, A. F.; FORZZA, R. C. 2009. Aristidoideae, Chloridoideae, Danthonioideae e Pooideae (Poaceae) no Parque Estadual do Ibitipoca, Minas Gerais, Brasil. Boletim de Botânica 27: 189-202

- FERREIRA, F. M.; COSTA, A. F.; FORZZA, R. C. 2009. Bambusoideae (Poaceae) no Parque Estadual do Ibitipoca, Minas Gerais, Brasil. Boletim de Botânica 27: 203-218

- COSTA, A. F.; TAKATA, R. M. 2009. Flora de Grão-Mogol, Minas Gerais: Ulmaceae. Boletim de Botânica 27: 101-102

### Libros
- PEDERNEIRAS, L. C.; COSTA, A. F.; ARAUJO, D. S. D. 2014. Padrões de Distribuição Geográfica das restingas do Rio de Janeiro: Cannabaceae, Moraceae, Ulmaceae e Urticaceae. Saarbrucken: Novas Edições Acadêmicas, 128 pp.

- FORZZA, R. C.; BAUMGRATZ, J. F. A.; COSTA, A. F.; MARTINELLI, G.; COELHO, M. A. N.; PEIXOTO, A. L.; SYLVESTRE, L. S. (orgs.) 2010. Catálogo de Plantas e Fungos do Brasil. Rio de Janeiro: Andrea Jakobsson Estúdio & Instituto de Pesquisas Jardim Botânico do Rio de Janeiro, v. 2. 1699 pp.

- COSTA, A. F.; DIAS, I. C. A. (orgs.) 2001. Flora do Parque Nacional da restinga de Jurubatiba e arredores, RJ: listagem, florística e fitogeografia (Angiospermas, Pteridófitas e Algas continentais). Rio de Janeiro: Museu Nacional/Universidade Federal do Rio de Janeiro, 200 pp.

#### Capítulos
- FORZZA, R. C.; COSTA, A. F.; LEME, E. M. C.; VERSIEUX, L. M.; WANDERLEY, M. G. L.; LOUZADA, R. B.; MONTEIRO, R. F.; JUDICE, D. M.; FERNANDEZ, E. P. et al. 2013. BROMELIACEAE. In: Martinelli, G. & Moraes, M.A. (orgs.) Livro Vermelho da Flora do Brasil. Rio de Janeiro: JBRJ, p. 315-396

- COSTA, A. F.; GOMES-DA-SILVA, J.; SILVA, B. N. F.; URIBBE, F. P.; MOURA, R. L. 2012. Bromeliaceae. In: Vibrans, A.C.; Sevegnani, L.; Gasper, A.L.; Lingner, D.V. (orgs.) Inventário Florístico Florestal de Santa Catarina - Diversidade e Conservação dos Remanescentes Florestais. Blumenau: FURB, p. 290-294

- FORZZA, R. C.; COSTA, A. F.; SIQUEIRA-FILHO, J. A.; MARTINELLI, G. 2010. Bromeliaceae. In: Forzza R.C. et al. (orgs.) Catálogo de Plantas e Fungos do Brasil. Rio de Janeiro: Andrea jakobsson Estúdio & Instituto de Pesquisas Jardim Botânico do Rio de Janeiro, p. 778-816

- FORZZA, R. C.; BAUMGRATZ, J. F. A.; COSTA, A. F.; LEITMAN, P.; MARTINELLI, G.; MORIM, M. P.; COELHO, M. A. N.; PEIXOTO, A. L. 2010. As Angisopermas do Brasil. In: Forzza et al. (orgs.) Catálogo de Plantas e Fungos do Brasil. Rio de Janeiro: Instituto de Pesquisas Jardim Botânico do Rio de Janeiro, p. 78-89

- MARTINELLI, G.; VIEIRA, C. M.; LEITMAN, P.; COSTA, Andrea F.; FORZZA, R. C. 2009. Bromeliaceae. In: Stehmann, J.R.; Forzza, R.C.; Salino, A.; Sobral, M.; Costa, D.P.; Kamiko, L.H.Y. (orgs.) Plantas da Floresta Atlântica. Rio de Janeiro: Instituto de Pesquisas Jardim Botânico do Rio de Janeiro, p. 186-204

- COSTA, A. F.; WANDERLEY, M. G. L.; MOURA, R. L. 2007. Vriesea Lindley. In: Therezinha Sant' Anna Melhem; Maria das Graças Lapa Wanderley; Suzana Ehlin; Sigrid Luiza Jung-Mendaçolli, George Jonh Sheperd; Mizué Kirizwa (orgs.) Flora Fanerogâmica do estado de São Paulo. São Paulo: FAPESP, v. 5, p. 126-155

En Andrea Ferreira da Costa; Izabel Cristina Alves Dias (orgs.) Flora do Parque Nacional da restinga de Jurubatiba e arredores, RJ: listagem, florística e fitogeografia (Angiospermas, Pteridófitas e Algas continentais). Rio de Janeiro: Museu Nacional/UFRJ, 2001
- COSTA, A. F.; GUSMÃO, L. C. T.; MOURA, R. L. Bromeliaceae, p. 45-48
- MOURA, R. L.; COSTA, A. F. Cactaceae, p. 50-51.
- VALENTE, A. A.; COSTA, A. F. Polygonaceae, p. 118

### En Congresos
- GOMES-DA-SILVA, J.; CHIES, T. T. S.; COSTA, A. F. 2014. What actually is Vriesea? A phylogenetic investigation combining total evidence approach in a polyphyletic and inflated taxonomically genus (Poales: Bromeliaceae: Tillandsioideae). In: XXXIII CONGRESS OF THE WILLI HENNIG SOCIETY, Trento

- SILVA, B. N. F.; COSTA, A. F. 2014. Revisão taxonômica do complexo Vriesea incurvata (Tillandsioideae, Bromeliaceae). In: Resumos Congresso Nacional de Botânica, Salvador

En MONOCOTS V, 5th International Conference on Comparative Biology of Monocotyledons, New York, abastracts, 2013
- VERSIEUX, L. M.; COSTA, A. F.; WANDERLEY, M. G. L. An integrative perspective on the systematics and conservation of the Tillandsioideae subfamily (Bromeliaceae) in Brazil: advances and challenges, p. 122-123
- GOMES-DA-SILVA, J.; CHIES, T. T. S.; COSTA, A. F. What Actually is Vriesea? A Combined Phylogenetic Investigation of Vriesea Based on Morphology and Plastidial Sequences (Poales: Bromeliaceae-Tillandsioideae), p. 163-164
- COSTA, A. F.; MOURA, R. L.; GOMES-DA-SILVA, J.; SILVA, B. N. F.; URIBBE, F. P. Taxonomic Revision of Vriesea Lindley (Tillandsioideae, Bromeliaceae): A Long Term Project, p. 173-174
- PAIXAO-SOUZA, B.; PAULA, C. C.; COSTA, A. F. Taxonomy and Leaf Anatomy of Tillandsia streptocarpa Baker Complex (Tillandsia Subg. Phytarrhiza Bromeliaceae), p. 174-175

- SILVA, B. N. F.; COSTA, A. F. 2013. Análise morfométrica de populações naturais do complexo Vriesea incurvata (Bromeliaceae, Tillandsioideae). En: Resumos 64º Congresso nacional de Botânica, Belo Horizonte

- COSTA, A. F.; GOMES-DA-SILVA, J.; SILVA, B. N. F.; URIBBE, F. P.; MOURA, R. L. 2012. Bromeliáceas de Santa Catarina revisitadas. En: Resumos 63º Congresso Nacional de Botânica, Joinville

## Honores

### Membresías
- Sociedad Botánica de Brasil[4]

#### Del Cuerpo editorial
- 2006 - 2008. Periódico: Arquivos do Museu Nacional (0365-4508)

### Revisora de revistas
- Periódico Iheringia, Série Botânica[5]

### Premios
- 2014: galardón Don Rosen por What actually is Vriesea? A phylogenetic investigation combining total evidence approach in a polyphyletic and inflated taxonomically genus (Poales: Bromeliaceae: Tillandsioide, Willi Hennig Society
- 2000: estímulo a Pesquisa em Bromeliaceae, Sociedade Brasileira de Bromélias[3]